# Geneva (Indiana)
Geneva es un pueblo ubicado en el condado de Adams en el estado estadounidense de Indiana. En el Censo de 2010 tenía una población de 1293 habitantes y una densidad poblacional de 406,87 personas por km².

## Geografía
Geneva se encuentra ubicado en las coordenadas 40°35′48″N 84°57′26″O / 40.59667, -84.95722. Según la Oficina del Censo de los Estados Unidos, Geneva tiene una superficie total de 3.18 km², de la cual 2.82 km² corresponden a tierra firme y (11.41%) 0.36 km² es agua.

## Demografía
Según el censo de 2010, había 1293 personas residiendo en Geneva. La densidad de población era de 406,87 hab./km². De los 1293 habitantes, Geneva estaba compuesto por el 94.59% blancos, el 0.62% eran afroamericanos, el 0.23% eran amerindios, el 0.15% eran asiáticos, el 0% eran isleños del Pacífico, el 3.25% eran de otras razas y el 1.16% pertenecían a dos o más razas. Del total de la población el 5.41% eran hispanos o latinos de cualquier raza.